# Мінерали фосилізуючі
Мінерали фосилізуючі (рос. минералы фоссилизирующие, англ. fossilized minerals; нім. Fossilisationsminerale n pl) — мінерали, які утворюють псевдоморфози по органічних (рослинних і тваринних) рештках.